# اوینس
اوینس (به انگلیسی: Evince) یک نرم‌افزار آزاد برای خواندن فایل‌های پی‌دی‌اف، پست‌اسکریپت، دژوو و ... است که برای میزکار گنوم نوشته شده است. اوینس از نسخه ۲٫۱۲ گنوم که در سال ۲۰۰۵ منتشر شد، در این میزکار قرار دارد. اوینس اکثراً به زبان برنامه‌نویسی سی و قسمت کوچکی از آن به سی++ نوشته شده است. تعداد زیادی از توزیع‌های لینوکس مانند اوبونتو از اوینس به صورت پیشفرض استفاده می‌کنند. اوینس تحت پروانه جی‌پی‌ال منتشر می‌شود و یک نرم‌افزار آزاد است.